# Белогорское (Ульяновская область)
Белогорское — село в Тереньгульском районе Ульяновской области. Административный центр Белогорского сельского поселения, на реке Кока. 

## Название
Назван по речке Кока, левый приток реки Усы в Тереньгульском районе. Во многих тюркских языках слово «кок» используется со значением "зеленый, синий".

## История
Село впервые упоминается в 1747 году и именовалось Нижние Коки.  
По местной легенде село основали два брата мордвина. Старший брат поселился в верховьях реки Кока и основал Верхние Коки (ныне Сосновка), младший, ниже по течению — Нижние Коки. 
В 1780 году, при создании Симбирского наместничества, село Нижние Коки, крещёной мордвы, при речке Коке, из Симбирского уезда вошло в состав Сенгилеевского уезда.
В 1859 году деревня Нижние Коки входила в 1-й стан Сенгилеевского уезда Симбирской губернии, имелась церковь.
В 1870 году прихожанами был построен деревянный храм, с престолом — во имя Архистратига Божия Михаила.
В 1960 году указом Президиума Верховного Совета РСФСР село Нижние Коки переименовано в Белогорское.
В 2004 году вновь построенная церковь сгорела.

## Население
| 2010 |
| ---- |
| 394  |

## Достопримечательности
- Обелиск (1990 г.)[8]